# Laura non c’è
Laura non c’è (spanisch Laura no está) ist ein Pop-Rock-Song des italienischen Musikers Nek. Er wurde als erste Single seines vierten Albums auf Italienisch Lei, gli amici e tutto il resto (1997) und als erste Single seines spanischen Albums Nek veröffentlicht. Nek präsentierte das Lied beim Sanremo-Festival 1997.

## Geschichte
Laura non c’è wurde von Nek, Massimo Varini und Antonello De Sanctis komponiert. Es war die vierte Single des Albums Lei, gli amici e tutto il resto.
Die spanische Version, „Laura no está“, wurde von Nuria und Raquel Díaz Reguera geschrieben und war die erste Single von Neks erstem spanischen Album von 1997, das den Titel Nek trägt.
Die Geschichte des Liedes handelt von einem jungen Mann, der versucht, eine vergangene Liebe zu vergessen, und ist einer dritten Person gewidmet, mit der er nur zusammen sein will, um Laura zu vergessen. Nek beschrieb das Lied als autobiografische Geschichte. Der Name Laura entstand aus einer früheren Beziehung von Filippo ("Nek"), die er zwar zum Zeitpunkt des Schreibens nicht vermisste, aber dennoch stark in Erinnerung hatte.

## Musikvideo
Das Video, das unter der Regie von Riccardo Struchil von Groucho Film aus Mailand produziert wurde, beginnt mit einem Lampenbaum, hinter dem Nek mit einem Ausdruck tiefer Traurigkeit und offensichtlicher Niederlage hervorkommt. In der ersten Hälfte werden zwei Frauen abwechselnd gezeigt: Die erste zeigt eine starke körperliche Anziehungskraft zu Nek und liegt auf einem roten Sofa neben dem Protagonisten, was darauf hinweist, dass sie eine leidenschaftliche und oberflächliche Beziehung haben, die Nek immer noch nicht über Laura hinwegkommen lässt. Die zweite Frau ist verständnisvoller und liebevoller, sie bringt Nek eine Schale mit Kirschen als Trost, aber der Sänger wirft sie zusammen mit den Metalldekorationen, die auf dem Tisch standen, weg, weil er seine Gedanken über seine stürmische Vergangenheitsliebe nicht loswerden kann und keine Ruhe in seiner aktuellen Beziehung findet. In der italienischen Originalversion wirft Nek die Schale weg, als er versteht, dass Laura möglicherweise gerade mit einem anderen Mann zusammen ist.
Am Ende des Videos erscheint eine dritte Frau in einem gespenstischen Erscheinungsbild, wahrscheinlich die Darstellung von Laura, die im Kopf des Protagonisten lebt. Diese Frau spielt Schach mit dem Sänger, was möglicherweise einen Kampf zwischen Nek und dem Geist von Laura symbolisiert, der aufgrund des Kontexts des Liedes logischerweise gewinnen wird. Das Video endet mit dem offensichtlich verletzten Protagonisten, während die Kamera sich hinter dem gleichen Lampenbaum versteckt, der im ersten Bild erschien.
Das spanische Musikvideo ist eine Neuauflage des Originalvideos, wobei die Szenen der Liedgeschichte unverändert bleiben. Die Szenen von Nek, die er auf Italienisch singt, werden durch neu aufgenommene Szenen desselben Sängers auf Spanisch ersetzt.

## Titelliste
1. „Laura non c’è“ (Albumversion) (3:46)
2. „Laura non c’è“ (Radio-Version) (3:58)

## Andere Versionen
In Spanien und Lateinamerika wurde die spanische Version („Laura no está“) veröffentlicht, die besonders in spanischsprachigen Ländern wie Spanien, Mexiko und Argentinien erfolgreich war. Eine englische Version des Liedes wurde im Vereinigten Königreich veröffentlicht („Laura is away“), die es auf Platz 59 der UK-Single-Charts schaffte. Später veröffentlichte Nek eine italienisch-französische Version im Duett mit der französischen Sängerin Cerena. Es gibt auch eine deutsche Version („Laura ist fort“) von Oliver Lukas, ein Merengue von Fernando Villalona, die griechische Version Skepsou kala von Nektarios Sfyrakis und die niederländische Version Voor altijd von Wim Soutaer.
In den Jahren 2022 und 2023 erlebte die spanische Version des Liedes, Laura no está, in Ecuador aufgrund der Interpretation der Sängerin Mar Rendón in der Talentshow La Academia im Jahr 2022 und ihrer anschließenden Singleveröffentlichung eine Wiederbelebung seiner Popularität.